# FC 소쇼-몽벨리아르
FC 소쇼-몽벨리아르(Football Club Sochaux-Montbéliard)는 몽벨리아르에 위치한 스타드 오귀스트 보날 경기장을 근거로 하는 프랑스의 축구 클럽이다. 1928년에 창단되었다.
몽벨리아르가 더 큰 행정구역으로 인근 위성도시처럼 소쇼가 있으며 클럽의 출발은 소쇼에서 시작하였다.

## 역사
FC 소쇼 몽벨리아르는 프랑스의 자동차 회사인 푸조사에서 근로자들의 여가 활용을 위해 기업의 근거지인 소쇼에서 창단을 하였다.

## 역대 성적
- 리그 1 우승 2회
  - 우승: 1935, 1938
  - 준우승: 1937, 1953, 1980
- 리그 2 우승 2회
  - 우승: 1947, 2001
  - 준우승: 1964,1988
- 쿠프 드 프랑스 우승 2회
  - 우승: 1937, 2007
  - 준우승: 1959, 1967, 1988
- 쿠프 드 라 리그 우승 1회
  - 우승: 2004
  - 준우승: 2003
- 트로페 데 샹피옹
  - 준우승: 2007
- 쿠프 강바르델라
  - 우승: 1983, 2007
  - 준우승: 1975

## 선수 명단

### 현역
참고: FIFA 자격 규정에 따라 소속된 국가대표팀 국기를 표시합니다. 선수는 복수의 FIFA 비회원국 국적을 가지고 있을 수 있습니다.
| 번호 | 포지션 | 국적     | 이름                 |
| ---- | ------ | -------- | -------------------- |
| 3    | DF     | 포르투갈 | 아밀카 주니오르 실바 |
| 18   | DF     | 카메룬   | 알렉스 게트 게트     |

| 번호 | 포지션 | 국적 | 이름 |
| ---- | ------ | ---- | ---- |

## 역대 감독
| 감독                  | 임기        |
| --------------------- | ----------- |
| 자크 상티니           | 1994 ~ 1995 |
| 파루크 하지베기치     | 1995 ~ 1998 |
| 알랭 페랭             | 2006 ~ 2007 |
| 메흐메드 바즈다레비치 | 2011 ~ 2012 |
| 에르베 르나르         | 2013 ~ 2014 |
| 오마르 다프           | 2018 ~ 2022 |

## 같이 보기
- 실업팀